# David Yazbek
David Yazbek (New York, 1961) è un compositore e paroliere statunitense.

## Biografie
David Yazbek nacque a New York in una famiglia di origini libanese, italiane ed ebraiche. Imparò a suonare il violoncello da bambino e il piano da adolescente, cominciando a scrivere musica per il teatro mentre studiava alla Brown University. Dopo la laurea iniziò a comporre per Late Night with David Letterman, vincendo poi un Emmy Award nel 1986 in veste di sceneggiatore. 
Nel 2000 scrisse la colonna sonora del musical The Full Monty su libretto di Terrence McNally; il musical fu un successo e rimase in scena a Broadway per due anni tra il 2000 e il 2002, valendogli anche una candidatura al Tony Award alla migliore colonna sonora originale. Nel 2005 il suo secondo musical, Dirty Rotten Scoundrels, andò in scena a Broadway e Yazbek fu nuovamente candidato al Tony Award alla migliore colonna sonora originale. Nel 2010 curò un adattamento teatrale di Donne sull'orlo di una crisi di nervi, scrivendone colonna sonora e testi. Le recensioni furono fredde e il musical si rivelò un flop al botteghino, ma valse comunque a Yazbek la sua terza nomination al Tony Award alla migliore colonna sonora originale.
Successivamente Yazbek scrisse la colonna sonora di un adattamento musical del film La banda, The Band's Visit. Il musical debuttò nell'Off Broadway nel 2016 e a Broadway nel 2017, ottenendo un grande successo di critica e pubblico. Il musical rimase in scena a Broadway per quasi seicento rappresentazioni, vincendo il Tony Award al miglior musical e facendo vincere a Yazbek il premio alla miglior colonna sonora originale. Per l'incisione discografica del musical vinse anche il Grammy Award al miglior album di un musical teatrale. Nel 2018 il suo adattamento di Tootsie fece il suo debutto a Broadway e per la sua colonna sonora Yazbek fu candidato al suo quarto Tony Award e vinse il Drama Desk Award.